# Sakuho
Sakuho (佐久穂町, Sakuho-machi) est un bourg situé dans le district de Minamisaku (préfecture de Nagano), au Japon.